# مارينا باسولس ريبيرا
مارينا باسولس ريبيرا (ولدت في 13 ديسمبر 1999) هي لاعبة تنس إسبانية وصلت إلى أعلى تصنيف لها في مسيرتها في اتحاد لاعبات التنس المحترفات وهو رقم 105 في الفردي، والذي حققته في 5 فبراير 2024، ورقم 194 في الزوجي، والذي وصلت إليه في 15 أغسطس 2022.

## مسيرتها الرياضية
شاركت باسولز ريبيرا لأول مرة في الدور الرئيسي لبطولة رابطة محترفات التنس (WTA) في بطولة باليرمو المفتوحة للسيدات 2021، وخسرت أمام جيل تايخمان في الجولة الأولى. شاركت بطولة مونتيري المفتوحة 2023. فازت بأول لقب لها في فئة 125 في بطولة ليوبليانا المفتوحة 2023 بفوزها على زينب سونميز في النهائي بمجموعتين متتاليتين.
حصلت على لقبها الثاني في بطولة رابطة محترفات التنس 125 في بطولة أندورا المفتوحة 2023 بعد هزيمة إريكا أندرييفا أيضًا في مجموعات متتالية. دخلت باسولز ريبيرا بطولة ترانسيلفانيا المفتوحة 2024، وهي بطولة بطولة رابطة محترفات التنس 250، لكنها خرجت في الجولة الأولى أمام جاكلين كريستيان.
المصنفة رقم 115، ظهرت لأول مرة في بطولة الولايات المتحدة المفتوحة 2024 بعد التأهل وخسر في الجولة الأولى أمام المصنفة الثامنة باربورا كريجيكوفا.